# WTA Bratislava 2001
Il WTA Bratislava 2001 è stato un torneo femminile di tennis giocato sul cemento indoor. È stata la 3ª edizione del torneo, che fa parte della categoria Tier V nell'ambito del WTA Tour 2001. si è giocato a Bratislava in Slovacchia, dal 15 al 21 ottobre 2001.

## Campionesse

### Singolare
Rita Grande ha battuto in finale  Martina Suchá con il punteggio di 6–1, 6–1

### Doppio
Dája Bedáňová /  Elena Bovina hanno battuto in finale  Nathalie Dechy /  Meilen Tu con il punteggio di 6–3, 6–4